# Claudio Pieri
Claudio Pieri (Pescia, 1940. október 20. – Sestri Levante, 2018. július 13.) olasz nemzetközi labdarúgó-játékvezető.

## Pályafutása
Az FIGC Játékvezető Bizottságának (AIA - Italian Referee Association) minősítésével a Serie B, majd 1975-től a Serie A játékvezetője. Küldési gyakorlat szerint rendszeres partbírói szolgálatot is végzett. A  nemzeti játékvezetéstől 1987-ben fegyelmi okok miatt búcsúzott. Serie A mérkőzéseinek száma: 137. Vezetett kupadöntők száma: 1.
| Időpont         | Helyszín                        | Mérkőzés típusa        | Mérkőzés                         | Eredmény | Nézők száma |
| --------------- | ------------------------------- | ---------------------- | -------------------------------- | -------- | ----------- |
| 1975. május 18. | Giuseppe Meazza Stadion, Milánó | első Serie A mérkőzése | FC Internazionale Milano–AS Roma | 0 – 2    |             |
| 1981. május 5.  | Olimpiai Stadion, Róma          | döntő első mérkőzés    | AS Roma–Torino                   | 1 – 1    |             |

Az Olasz labdarúgó-szövetség JB terjesztette fel nemzetközi játékvezetőnek, a Nemzetközi Labdarúgó-szövetség (FIFA) 1983-tól tartotta nyilván bírói keretében. A FIFA JB központi nyelvei közül az angolt beszéli. Több nemzetek közötti válogatott (Labdarúgó-világbajnokság, Labdarúgó-Európa-bajnokság), valamint Kupagyőztesek Európa-kupája, és UEFA-kupa klubmérkőzést vezetett, vagy működő társának partbíróként segített. A nemzetközi játékvezetéstől 1987-ben fegyelmi okok miatt búcsúzott.
Az 1985-ös U16-os labdarúgó-világbajnokságon a FIFA JB bíróként foglalkoztatta.
| Időpont            | Helyszín                   | Mérkőzés típusa              | Mérkőzés              | Eredmény | Nézők száma |
| ------------------ | -------------------------- | ---------------------------- | --------------------- | -------- | ----------- |
| 1985. augusztus 2. | Kijelölt Stadion, Tiencsin | csoportmérkőzés (B. csoport) | Argentína–Németország | 1 – 1    | 20 000      |
| 1985. augusztus 7. | Kijelölt Stadion, Tiencsin | egyik negyeddöntő            | Ausztrália–Guinea     | 0 – 0    | 20 000      |

Az 1988-as labdarúgó-Európa-bajnokságon az UEFA JB bíróként foglalkoztatta.
| Időpont         | Helyszín                   | Mérkőzés típusa           | Mérkőzés            | Eredmény | Nézők száma |
| --------------- | -------------------------- | ------------------------- | ------------------- | -------- | ----------- |
| 1987. június 3. | Parken Stadion, Koppenhága | előselejtező (6. csoport) | Dánia–Csehszlovákia | 1 – 1    | 46 300      |

Az aktív pályafutást befejezve az egyik területi (AIA) Játékvezető Bizottságnál mentorként dolgozik. 1975-ben megkapta az AIA Modena által 1954-ben alapított Florindo Longagnani díjat, amit a legjobb, fiatal Serie A játékvezetőnek adnak. 1983-ban az olasz JB az Év Játékvezetője cím mellé a Dr. Giovanni Mauro alapítvány elismerő díjával jutalmazta.